# Bisdom Hakha
Het bisdom Hakha (Latijn: Dioecesis Hakhanensis) is een rooms-katholiek bisdom met als zetel Hakha, in Myanmar. Het bisdom is suffragaan aan het aartsbisdom Mandalay. 

## Geschiedenis
Het bisdom werd opgericht op 21 november 1992, uit delen van het aartsbisdom Mandalay. Op 22 mei 2010 verloor het gebied bij de oprichting van het bisdom Kalay.  

## Parochies
Het bisdom had in 2021 een oppervlakte van 10.624 km2 en telde 699.062 inwoners waarvan 5,2% rooms-katholiek was.

## Bisschoppen
- Nicholas Mang Thang (21 november 1992 - 30 november 2011; apostolisch administrator: 30 november 2011 - 19 oktober 2013)
  - Felix Lian Khen Thang (hulpbisschop: 3 maart 2006 - 22 mei 2010)
- Lucius Hre Kung (19 oktober 2013 - heden)